# Daniel Velázquez
Ceferino (Daniel, desde 1976) Feito y Becerro de Bengoa (Madrid, 4 de junio de 1945 - Madrid, 10 de mayo de 2022), reconocido artísticamente como Daniel Velázquez,  fue un cantante, productor y empresario musical español.

## Trayectoria artística
Sus inicios fueron en la radio, pasando más tarde a la canción, iniciándose en el pop a comienzos de los años 60 liderando el grupo Cefe y Los Gigantes, y posteriormente iniciando una carrera como cantante de canción melódica de la mano de Maryní Callejo, productora de Los Brincos y Fórmula V, entre otros.
Su primer éxito como solista fue Vamos a pensar en nosotros, en 1968. Ese mismo año tuvo suerte con el tema En un rincón del mundo. En 1969, la canción Palabras (compuesta por Juan Pardo) tuvo un éxito relativo, con ella fue preseleccionado para representar a España en Eurovisión, edición en la que ganó Salomé. En 1976 participaría en el programa de selección de España a Eurovisión: "Voces a 45...Hacia el Eurofestival 76".
Tras unos años como cantante, se retiró a los 33 años, entró en el equipo municipal del Ayuntamiento de Madrid de la mano de José Luis Álvarez creando el Concurso de Rock Villa de Madrid, iniciando los conciertos de la llamada movida madrileña. También dirigió algunas discotecas y fue director del Centro Hispano-Rumano de Alcalá de Henares, aunque también ejerció de músico, siguió como compositor para otros solistas y grupos, así como productor.

## Discografía
Entre sus discografía se encuentran:

### Como voz del grupo "Cefe y Los Gigantes"
- EP: "Sin rencor / Amigos míos / No me lo recuerdes / El juego del amor" (Columbia, 1965).
- EP: "Gritaré / No es verdad / Mientes / Tu imagen" (Columbia, 1965).
- Álbum - Recopilatorio (junto a Los Shakers, Los Buitres, The New Group y Sam Alver): Una saga del rock madrileño (Rama Lama, 2015).

### Como Daniel Velázquez, Sencillos con Philips
- 1968: Vamos a pensar en nosotros / Una rosa corté.
- 1968: En un rincón del mundo / No estaré solo.
- 1968: Solo pienso en ti / El ayer se fue.
- 1969: Nada puede cambiar / Amor, te vi en el sendero.
- 1969: Palabras / ¡Completamente, viva la vida!
- 1970: Un día feliz / Todo comienza a despertar.
- 1971: Hija de la nube / Palabras.
- 1971: El perro / Rosa.
- 1971: No te vayas nunca / Juegos de amor.
- 1972: El milagro del amor / En San Marcos.
- 1972: Tema de amor / Yo te daré.

### Como Daniel Velázquez, Sencillos con Polydor
- 1973: Pensarás / Enamórate de mí
- 1974: Volverás otra vez / Nacerán amores.
- 1975: Bonita niña / Corazón.
- 1975: Vete, vete / Ya me cansé de querer.
- 1976: Palabras, solo palabras / Perdóname, perdóname.
- 1976: Fue por María / Ese dulce viaje.
- 1977: El hombre que quería la Luna / Si no fueras un sueño.
- 1977: Una canción para ti / Qué difícil es.

### Como Daniel Velázquez, Álbum de 1974 (Polydor 23 85 079)
- Vuelve a Jerusalem.
- Tómame o déjame.
- Pensarás.
- Perdóname.
- Envuelta en sus recuerdos.
- Nacerán amores.
- Volverás otra vez.
- Enamórate de mí.
- Mi amor es más joven que yo.
- Vuelve a casa, amor.
- Aún te recuerdo.
- Corazón.

(Arreglos de Rafael Ferro, C. Gentili, M. Gas y J. Torregrosa. Dirección Artística: R. Singer)

### Como Daniel Velázquez, Álbum de 1976 (Polydor)
- Fue por María.
- Democracia.
- La medalla.
- Ese dulce viaje.
- Palabras, sólo palabras.
- El cantante triste.